# Bundesstraße 243a
Die Bundesstraße 243a in Deutschland zweigt bei Bockenem in Niedersachsen von der Bundesstraße 243 in östlicher Richtung ab und führt als Autobahnzubringer zur Anschlussstelle 65 Bockenem der Bundesautobahn 7.
Die B 243a ist nur rund 2 km lang.

## Hintergrund
Die Bundesstraße wurde errichtet, um den Anschluss der Orte entlang der B 243 im Bereich Hildesheim–Bockenem an die A 7 Richtung Kassel zu gewährleisten und dabei die Anschlussstelle und den Ort Rhüden zu umgehen. Außerdem leitet sie den von der Landesstraße L 500 (Lutter am Barenberge) kommenden Verkehr um Bockenem herum.
Sie wird vom Maut-Ausweichverkehr genutzt und sollte daher nach den ursprünglichen Plänen zusammen mit allen anderen Bundesstraßen mautpflichtig werden. Sie fällt jedoch nicht unter die geänderten Kriterien, da die geforderte Mindestlänge (vier Kilometer gem. § 1 Abs. 2 Buchst. e Bundesfernstraßenmautgesetz) nicht gegeben ist.